# Paracellaria wandeli
Paracellaria wandeli är en mossdjursart som först beskrevs av Calvet 1909.  Paracellaria wandeli ingår i släktet Paracellaria och familjen Cellariidae. Inga underarter finns listade i Catalogue of Life.